# Neil Island
Neil Island (ou Neill Island) est une petite île dans les Îîes Andaman de l'Inde située dans l'archipel de Ritchie dans la mer d'Andaman.

## Géographie
- L’île occupe une superficie de 18,9 kilomètres carrés.
- Elle est située à environ 40 kilomètres au nord-est de Port Blair, la capitale des Îles Andaman-et-Nicobar.
- C'est l'île habitée la plus au sud de l'archipel de Ritchie. Elle se situe entre l'île inhabitée Sir Hugh Rose Island, qui est à 3,8 km au sud-est de l'île de Neil et l'île Havelock au nord.
- Administrativement, l'île fait partie de la Neil Kendra panchayat, du sous-district de Port Blair, du district sud d'Andaman, dans le territoire de l'Union des îles Andaman et Nicobar, en Inde.

L'île en forme de triangle possède une plage, des champs et plantations ainsi qu'un bois et des villages. La mer est peu profonde et pleine de corail. Le village de Bharathpur possède un ponton, le seul point d'entrée et de sortie de l'île par la mer. Le village de Lakshmanpur possède un héliport.

## Historique
L'île a apparemment été nommée d'après James George Smith Neill (en), un soldat britannique responsable de plusieurs crimes de guerre lors de la répression de la révolte de 1857.

## Population

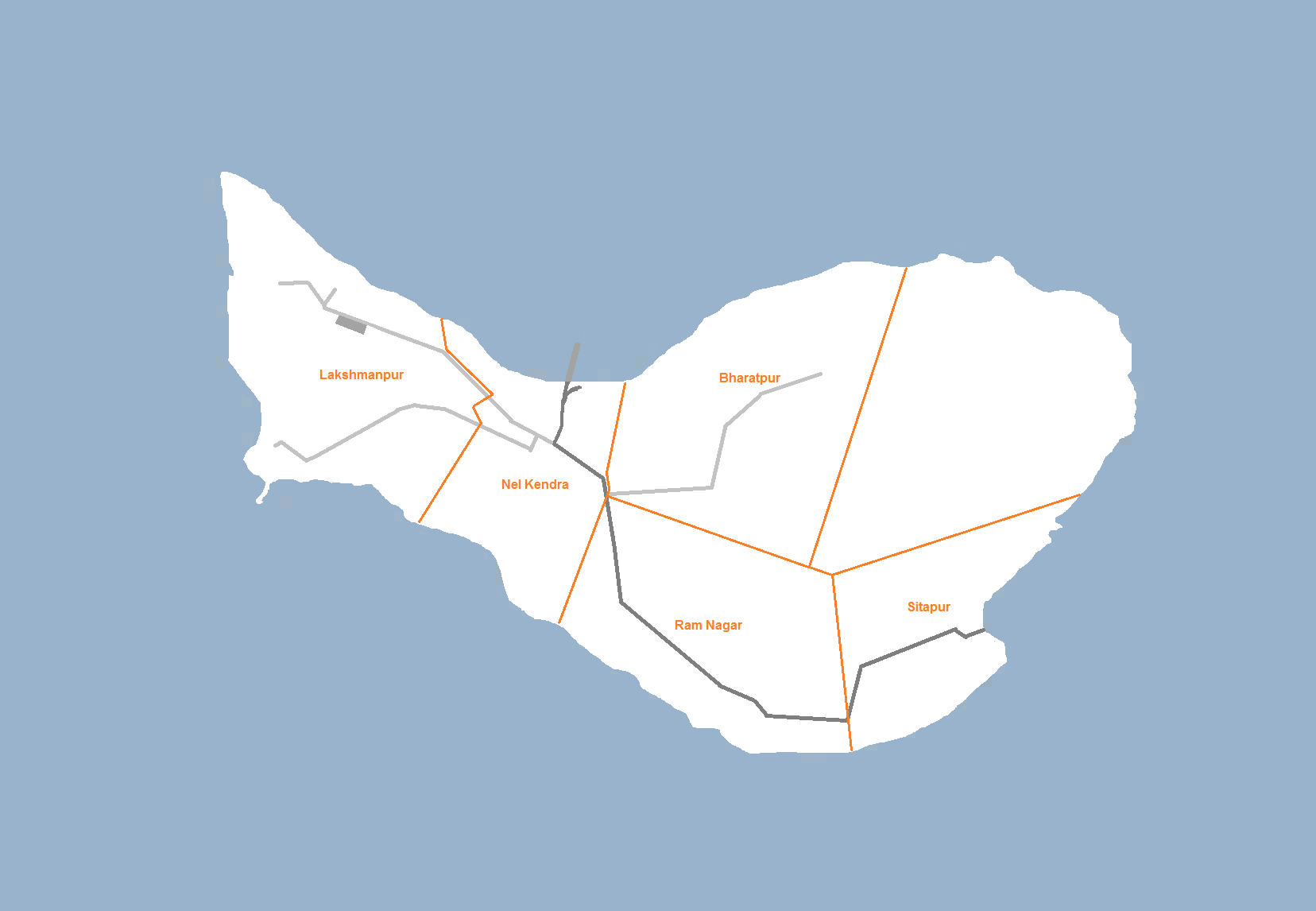
Limite des villages de l'île de Neil Island

La population, estimée à 2 868 habitants en 2001, vit dans cinq petits villages, qui sont numérotés de 1 à 5 (recensement de 2001) :
- 1) Sitapur - Sud-Est de l'île (267 habitants en 2001)
- 2) Bharatpur - Centre-Nord de l'île (564 habitants en 2001)
- 3) Neil Kendra - Centre de l'île (1 064 habitants en 2001)
- 4) Lakshmanpur - Ouest de l'île (372 habitants en 2001)
- 5) Ram Nagar - Sud de l'île (601 habitants en 2001)

## Tourisme
En dépit de son infrastructure touristique minuscule, un nombre croissant de touristes ont choisi Neil Island au lieu de Havelock Island, qui est la principale île de l'archipel. Il y a une poignée de restaurants et hôtels près de la plage qui répondent aux touristes nationaux et internationaux.

## Activités
L'agriculture est la principale occupation des habitants du village, et l'île fournit des légumes pour le reste de Andaman. Ils cultivent du riz ainsi que des bananes. Les habitants pêchent également le poisson.

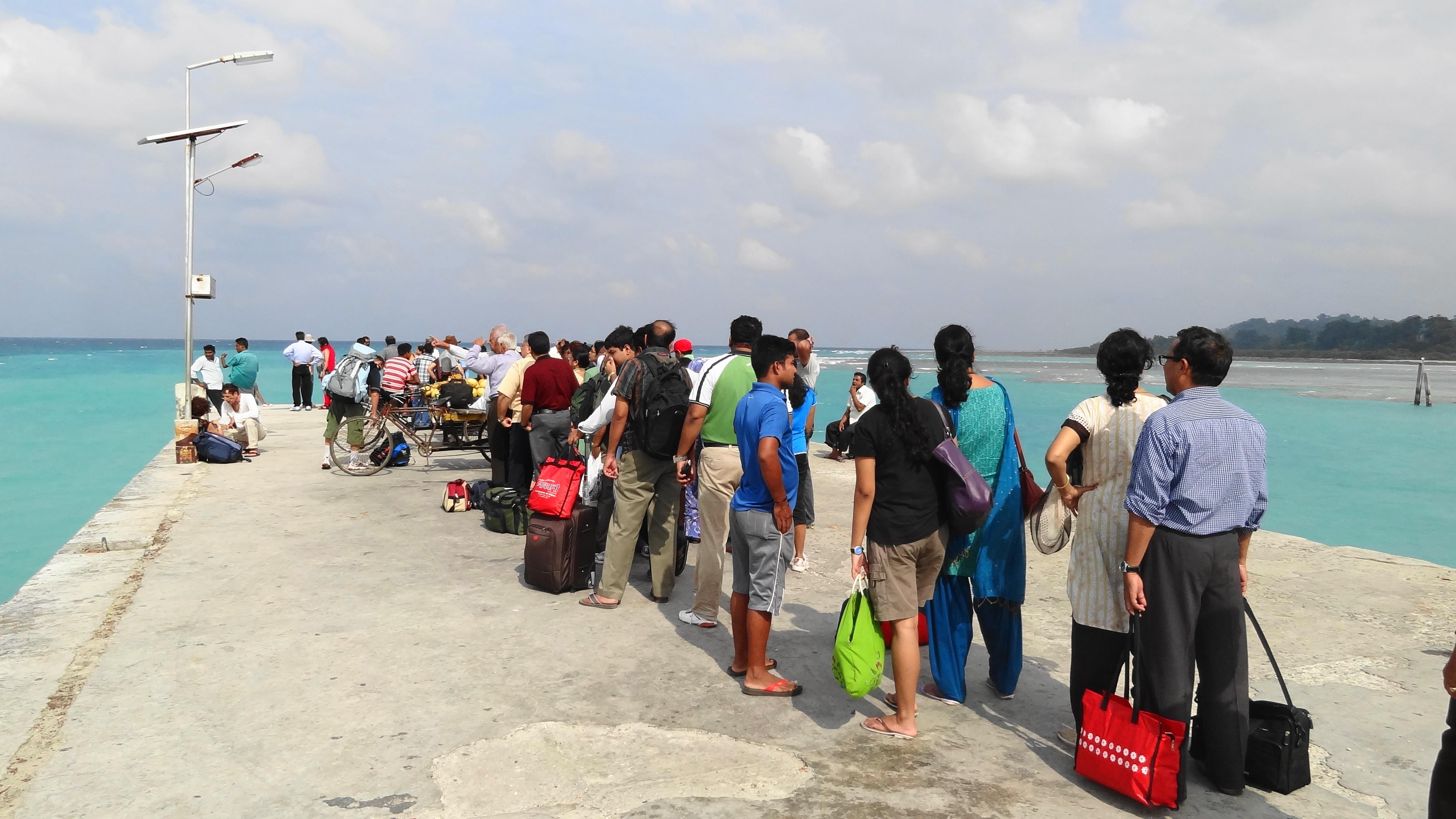
Des touristes sur le ponton de l'île
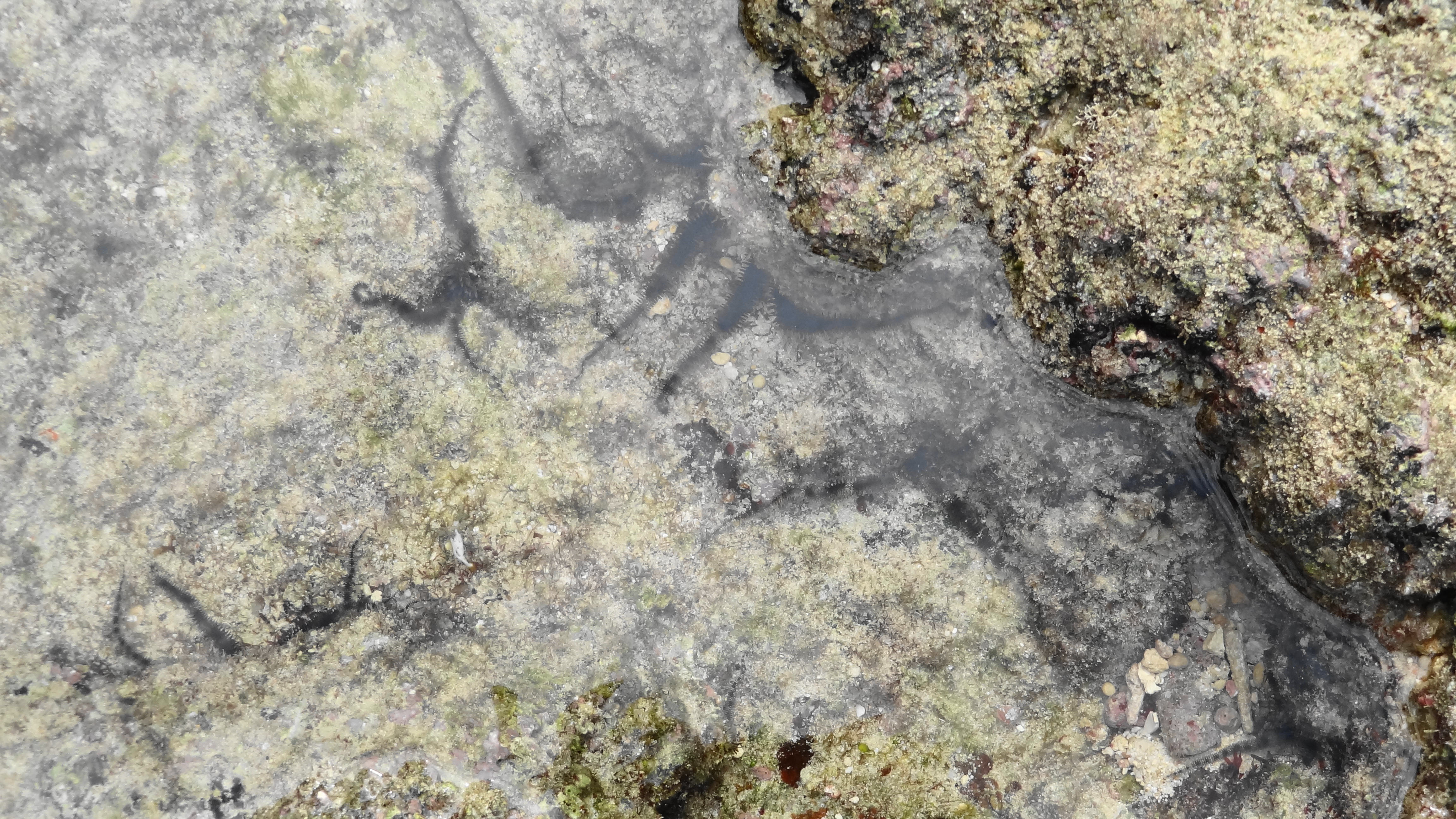
Poisson et algues dans les coraux
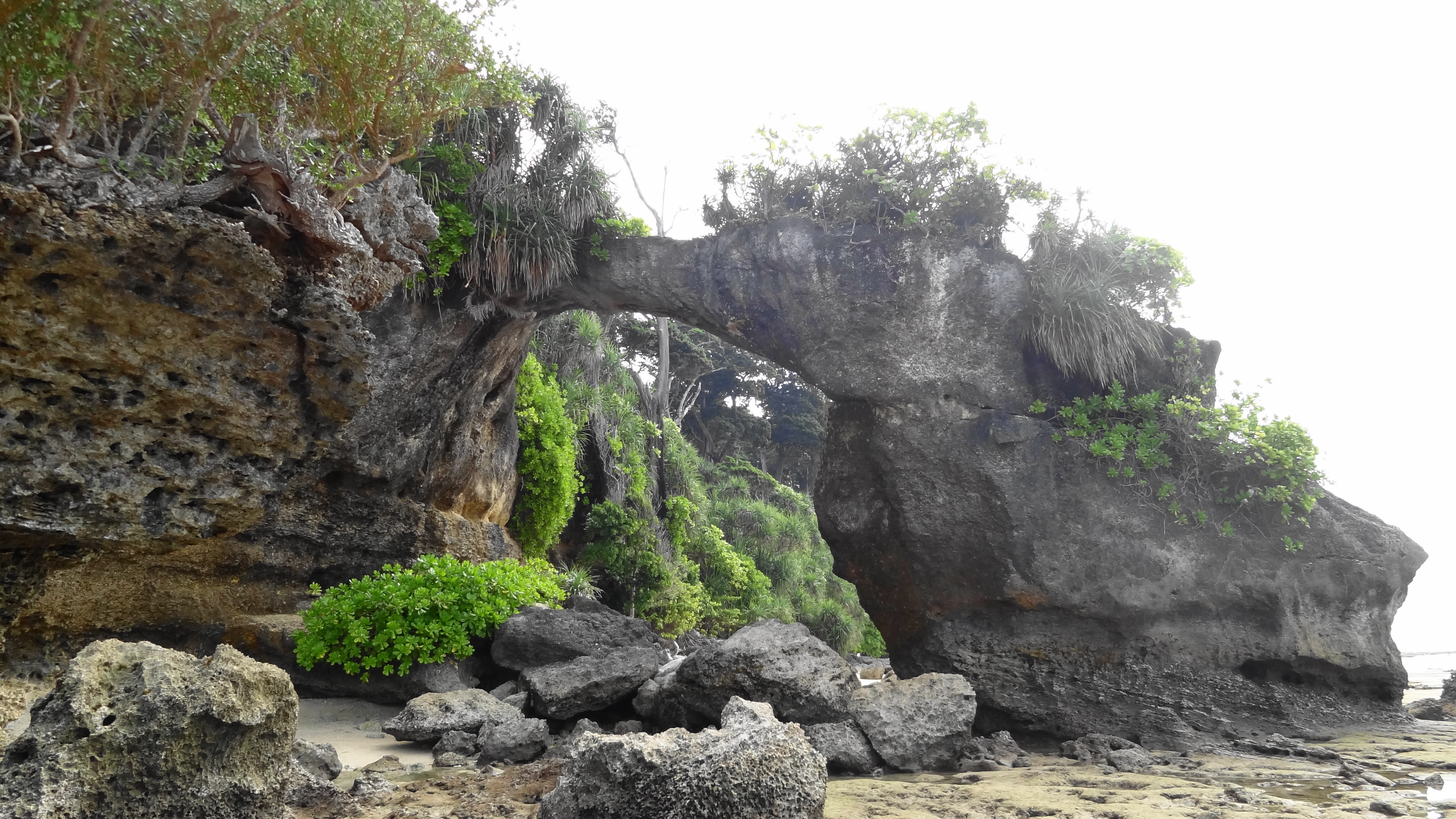
Pont naturel sur une plage de l'île
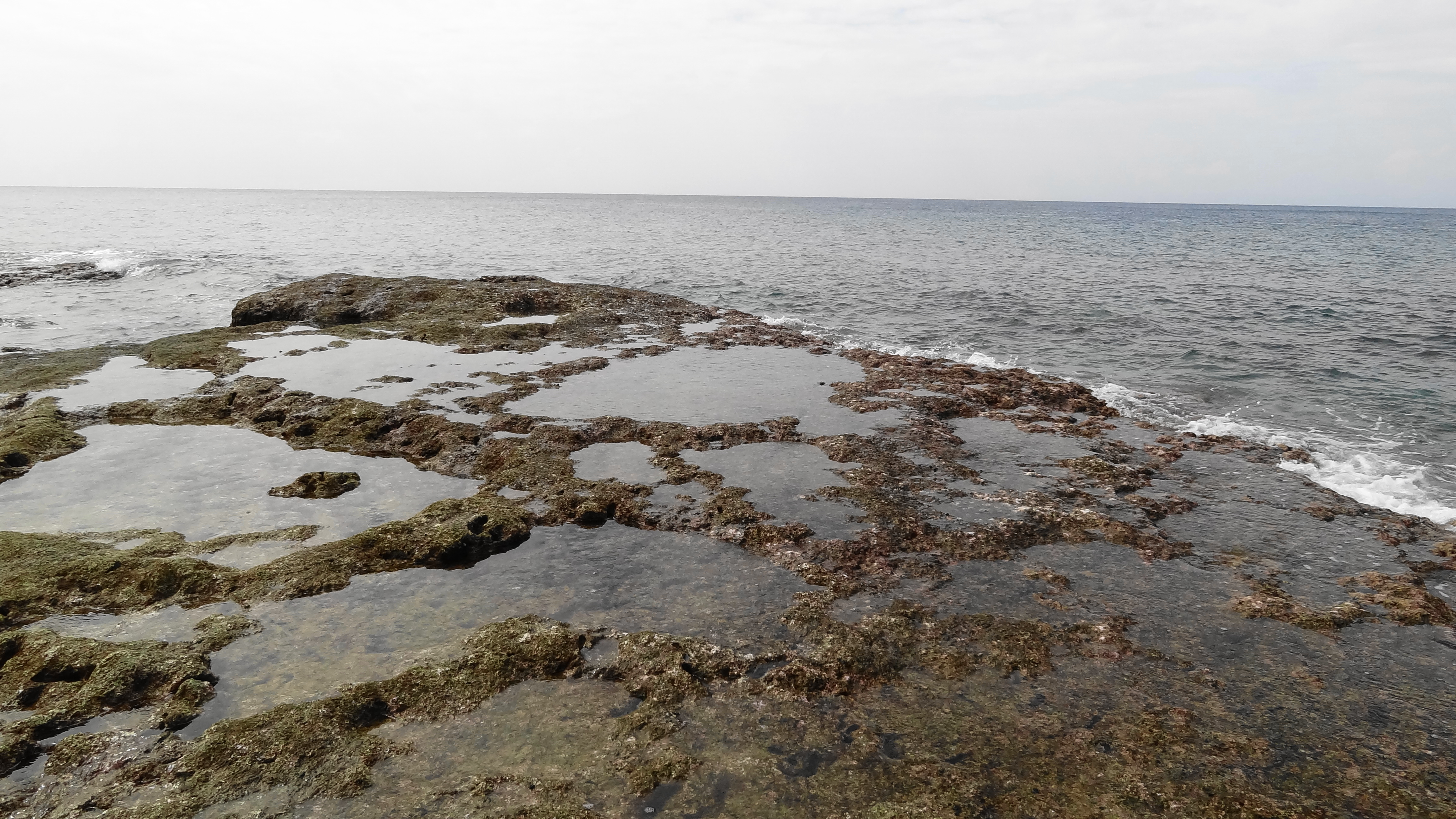
Coraux de l'île